# The Shaping of Middle-earth
The Shaping of Middle-earth is het vierde deel uit de twaalfdelige serie The History of Middle-earth, van Christopher Tolkien. In deze werken analyseert hij de werken van zijn vader J.R.R. Tolkien.
In het boek behandelt Tolkien de overgang van de "primitieve" legendaria uit The Book of Lost Tales naar wat later De Silmarillion zou worden. Het boek bevat ook een tekst die als de eerste silmarillion gezien kan worden: de "Schets van de Mythologie".
Drie andere opvallende teksten zijn de Ambarkanta of "het wereldbeeld", een verzameling kaarten en diagrammen van Tolkiens fantasiewereld; en de annalen van Valinor en Beleriand, werken die begonnen waren als tijdlijnen, maar al gauw uitgroeiden tot volwaardige teksten.
Beren and Luthien · Blad van Klein · Boer Gilles van Ham · De avonturen van Tom Bombadil · De Hobbit · De kinderen van Húrin · De Silmarillion · In de ban van de ring · Nagelaten vertellingen · Roverandom · The Return of the Shadow